# 田中松月

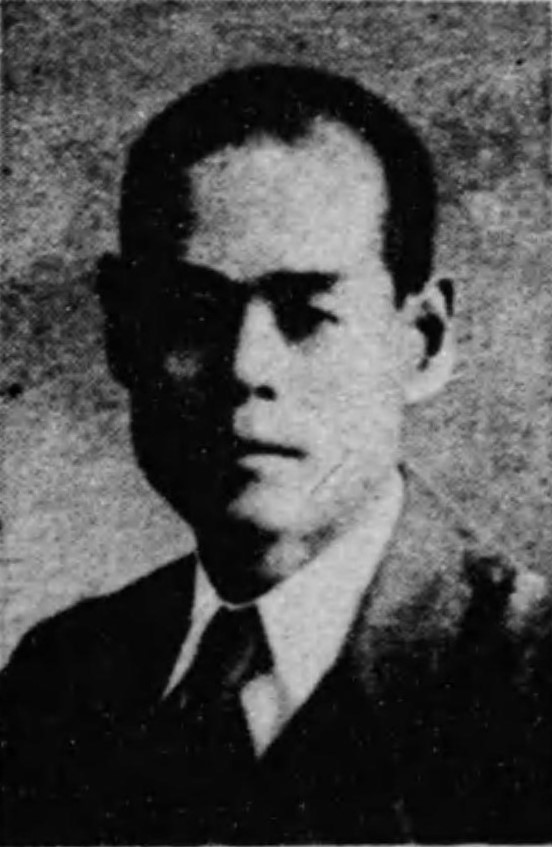
田中松月

田中 松月（たなか しょうげつ、1900年9月15日 - 1993年5月12日）は、日本の政治家、僧侶、部落解放運動家。日本社会党所属の衆議院議員（当選3回）。本名は久光。

## 来歴
福岡県嘉穂郡大隈村（現・嘉麻市）の被差別部落の出身。1925年、旧制平安中学校（現・龍谷大学付属平安中学校・高等学校）卒業。浄土真宗の僧侶となる。そのかたわら部落解放運動に身を投じ、1922年の全国水平社創立大会には福岡県からの唯一の参加者として出席。1935年には全国水平社中央委員に就任。1939年には福岡県会議員に当選、1946年まで務めたのち、1946年の第22回衆議院議員総選挙で衆議院議員に初当選（日本社会党）。その後3回連続当選するが3期目早々に公職追放される。以後は僧侶及び解放運動家としての活動に専念する。浄土真宗本願寺派では同朋運動本部副本部長などを歴任した。

## 著書
「わかりやすい同朋運動のはなし」など。